# 新港 (雲林縣)
新港，今多稱為金湖，是臺灣雲林縣口湖鄉的一個傳統地域名稱，位於該鄉西部。相較於今日行政區，其範圍大致包括港西村、港東村、台子村北部。

## 歷史
臺灣日治初期，新港地區為一（舊制）街庄，稱為「新港庄」，隸屬於尖山堡。昔日該庄北與下崙庄為鄰，東與口湖庄、蚵藔庄為鄰，南邊為牛尿港庄，西邊臨臺灣海峽。當時位於新港庄、牛尿港庄、下湖口庄外海的統汕洲、外傘頂洲亦劃歸新港庄轄區。
1901年（日治明治三十四年）11月，全臺廢縣廳改設二十廳，該庄隸屬於斗六廳。1903年（明治三十六年）6月，該庄編入「新港區」，隸屬於斗六廳。1909年（明治四十二年）10月，合併二十廳為十二廳，新港區改隸屬於嘉義廳。1920年（大正九年），全臺地方制度大改正，廢十二廳改設五州二廳，該庄改制為「新港」大字，隸屬於臺南州北港郡口湖庄（新制街庄）。
戰後口湖庄改制為口湖鄉，隸屬於臺南縣，大字亦改制為村。1950年10月，雲、嘉、南分治，口湖鄉改隸屬雲林縣。

## 聚落
本地區發展較早的聚落為新港（金湖），在日治期初期的官方地圖上已有記載。

## 交通
省道台17線又稱「西部濱海公路」，是臺中市清水區甲南至屏東縣枋寮鄉水底寮的幹道，經過本地區新港（金湖）聚落東側。由該道路向北北東可前往四湖鄉西部、臺西鄉、東勢鄉西北端、麥寮鄉等地；向東南微南可前往嘉義縣東石鄉、布袋鎮、臺南市北門區、將軍區等地。
省道台61線又稱「西部濱海快速公路」，目前通車路段北起新北市八里區臺北港，南至臺南市七股區九塊厝，以高架道路型式跨於省道台17線上方經過本地區，並於縣道164號終點路口處處設有口湖交流道。由此進入台61線可快速前往台灣西部沿海各地。
縣道164號是口湖鄉金湖至嘉義縣民雄（實際終點在新庄子）的道路，其西側端點（起點）位於新港（金湖）聚落東側的省道台17線路口暨台61線（西部濱海快速公路）口湖交流道。由此向東北東可前往口湖鄉市區、水林鄉、北港鎮、六腳鄉東北端、新港鄉、民雄鄉，並止於新庄子地區西南部的縣道162乙線轉角路口。
鄉道雲142線是金湖至拔拉（拔子腳）的道路，其西側端點（起點）位於新港（金湖）聚落東側的縣道164號轉角路口（臨近省道台17線路口暨台61線口湖交流道）。由此向東南東可前往蚵寮、謝厝寮地區西南部拔子腳聚落，並止於縣道164號轉角路口。
鄉道雲144線是金湖至成龍的道路，其西側端點（起點）位於新港（金湖）聚落北郊省道台17線南下車道路口。由此向南南西蜿蜒而行，經過新港聚落後可前往牛尿港地區的台子、蚶子寮、牛尿港（成龍）聚落，並止於牛尿港聚落南部的鄉道雲131線終點路口（成龍村抽水站西北方三叉路口）。

## 學校
- 金湖國小

## 公務機構
- 金湖派出所
- 金湖漁港安檢所

## 產業
- 金湖漁港